# Lugalannatum
Lugalannatum (en sumeri 𒈗𒀭𒈾𒁺, 'lu-gal-an-na-tum') va ser rei (patesi) de la ciutat estat d'Umma cap a l'any 2130 aC.
Es coneix aquest rei per una tauleta d'argila que ara es troba al Museu del Louvre, on es parla del regnat de Si'um, rei dels Gutis (2123 aC - 2116 aC). La tauleta, publicada l'any 1911, va revelar l'existència d'una dinastia guti al front de Sumer. Escrita en llengua accàdia, la tauleta utilitza caràcters cuneïformes sumeris pel seu valor fonètic. La tauleta diu:
| «                         | Lugalannatum, patesi d'Umma, (va ser a) Umma durant 35 anys i va abundar en liberalitats, va establir Ê PA, el ric temple d'Umma, i els seus fonaments, va assegurar els ritus a l'interior i va establir regles, a l'època de Ba-siûm, rei de Gutium. | » |
| — Tauleta de Lugalannatum | |   |

Tal com s'ha interpretat el text, el temple que es llegeix Ê PA sembla que vol dir "Temple del ceptre". També sembla que el text mostra la lleialtat de Lugalannatum, com a governador (patesi) d'Umma, cap al rei Si'um dels Gutis.